# Deckoffizier
Der Deckoffizier, seit 1860 Rangklasse zwischen Unteroffizieren und Offizieren in der preußischen (später kaiserlichen –, dann Reichs–) Marine; auch Bezeichnung für die Angehörigen dieser Rangklasse. Deckoffiziere waren Fachleute, die auf Schiffen Unterführeraufgaben in navigatorischem, seemännischem und waffentechnischem Bereich wahrnahmen. Die Rangklasse Deckoffizier wurde 1920 abgeschafft; an ihre Stelle trat der Dienstgrad Oberfeldwebel.
Eine Besonderheit stellte der Vize-Deckoffizier dar: Er war in Deutschland ein Reserveoffizieranwärter der Kaiserlichen Marine. Seit 1916 bildete der Deckoffizierleutnant, als Offizier ohne Patent, das Äquivalent zum Feldwebelleutnant.
Häufig aus der einfachen Laufbahn der Matrosen aufgestiegen, berät er als Spezialist seines Fachs den Kapitän oder die anderen mit der Schiffsleitung betrauten Offiziere. Typische Dienststellungen sind die Position als Steuermann, Bootsmann, Feuerwerker (Schiffsartillerist), Maschinist, Mechaniker, Materialienverwalter oder Torpeder (Torpedo-Experte).
Der Posten des Deckoffiziers war bereits im Mittelalter bekannt. In Deutschland bildeten die Deckoffiziere von Mitte des 19. Jahrhunderts bis 1938 eine eigene Rangklasse, die international der Dienstgradgruppe der Warrant Officers entsprach. Die heutige Deutsche Marine kennt den Deckoffizier nicht.

## Geschichte

### Preußische Marine und Kaiserliche Marine
In der Preußischen Marine wurden die Deckoffiziere 1860 in einer eigenen Rangklasse zusammengefasst, die, ähnlich den Warrant Officers der Royal Navy, zwischen den Unteroffizieren (Maaten und Feldwebeln) und den Seeoffizieren stand. Die Deckoffiziere der Kaiserlichen Marine gliederten sich in Deckoffiziere und Oberdeckoffiziere. Unter Überspringung der Rangklasse der Portepee-Unteroffiziere (Feldwebel, Wachtmeister) konnten geeignete Obermaate unmittelbar zu Deckoffizieren aufrücken. Voraussetzung war der Besuch der Deckoffizierschule in Berlin; Feuerwerker erhielten ihre Ausbildung an der Oberfeuerwerkerschule in Berlin.
Die Besoldung des Deckoffiziers entsprach jener des Unterlieutenants zur See (seit Januar 1900: Leutnant zur See), die Besoldung des Oberdeckoffizier war gleich jener des Lieutenants zu See (seit Januar 1900: Oberleutnant zur See). Die Anrede der Deck- und Oberdeckoffiziere folgte der Laufbahnzugehörigkeit (z. B. „Herr Maschinist“, „Herr Obersteuermann“). Bis 1872 grüßten Deckoffiziere, wie die übrigen Marinerangehörigen im Offiziersrang, durch Handanlegen an den Mützenschirm. Seitdem war ihnen nur der militärische Gruß der Mannschaften und Unteroffiziere erlaubt: das „Front machen“ bzw. „Strammstehen“ vor einem Vorgesetzten, mit den Händen an der Hosennaht. Als Auszeichnung für Verdienst oder Tapferkeit stand Deckoffizieren anfangs noch der 1861 gestiftete Kronenorden IV. Klasse offen (analog den Seeoffizieren usw.). Später wurden ihnen nur noch die für Mannschaften und Unteroffiziere bestimmten „Ehrenzeichen“ zuerkannt, „Orden“ blieben den im Offiziersrang stehenden Marineangehörigen vorbehalten.
In einigen wenigen Laufbahnen war Oberdeckoffizieren der Aufstieg zum Berufsoffizier möglich. Die Feuerwerks-, Zeug- und Torpederoffiziere ergänzten sich aus den Oberfeuerwerkern, Oberzeugfeldwebeln und Obertorpedern. Erreichbar waren die Dienstgrade Feuerwerks- bzw. Zeugleutnant, -Premierleutnant und -Hauptmann sowie Torpeder-Unterleutnant, -Leutnant und -Kapitänleutnant (seit 1899 die drei Laufbahnen: -Leutnant, -Oberleutnant, -Hauptmann). Eine besondere Auszeichnung war in Einzelfällen die Entlassung als charakterisierter Feuerwerkskapitän usw. (= Korvettenkapitän a. D., jedoch ohne dessen Pensionsanspruch).
Das Maschinen- und Torpeder-Ingenieurkorps ergänzte sich bis 1903 aus den Obermaschinisten und Obertorpedomechanikern. Erstere hatten z. B. vor einer möglichen Beförderung mindestens 2 Jahre Seefahrtszeit als leitender Wachtmaschinist, davon 10 Monate auf einem Panzerschiff, zu absolvieren und die Offiziersprüfung zu bestehen. Die Offizierswahl (Kooptation) erfolgte anschließend durch das Seeoffizier- und Maschineningenieurkorps am Ort. Erreichbare Dienstgrade waren Maschinen- (bzw. Torpeder-) Oberingenieur, -Ingenieur und -Unteringenieur (seit 1899: Stabs-, Oberingenieur und Ingenieur).
Seit 1903 war die Laufbahn der Maschinen- und Torpeder-Ingenieure jedoch den Absolventen der 1901 gegründeten Ingenieur- und Deckoffizierschule vorbehalten; Oberdeckoffizieren blieb nun ein weiterer beruflicher Aufstieg verwehrt. Gleichzeitig änderte sich die Bezeichnung Maschinen-Ingenieurkorps in Marine-Ingenieurkorps.
Mit der Aufstellung von Seefliegerabteilungen im Ersten Weltkrieg wurde eine eigene Seeflieger-Laufbahn eingerichtet. Mannschaften war über die Matrosenlaufbahn der Aufstieg zum Flugmaat und Oberflugmaat und weiter in die Deckoffizier-Dienstgrade Flugmeister und Oberflugmeister möglich. (Ein eigenes Seeflieger-Offizierskorps wurde indes nicht begründet, daher firmierten fliegende Seeoffiziere als Offiziere zur See oder Offiziere der Marineartillerie.)
Nach Beginn des Ersten Weltkriegs wurden die Deck- und Oberdeckoffiziere den Offizierstellvertretern unterstellt, ohne selbst in diese Funktion befördert werden zu können. Nach einschlägigen Protesten wurden beide Bestimmungen wieder dem Friedensstand angepasst: Seit Dezember 1914 konnten auf Kriegsdauer auch Deckoffiziere wieder zu Offizierstellvertretern aufsteigen; ab Sommer 1915 waren Deckoffiziere nicht mehr per se den Offizierstellvertretern unterstellt.
Eine Besonderheit stellten die Vize-Deckoffiziere dar. Bis 1893 Vize-Seekadetten (nach bestandener Offiziersprüfung umgangssprachlich „Vize-Säbel-Kadett“), genannt, waren sie Offizieranwärter der Reservelaufbahn. Sie rangierten mit den Vizefeldwebeln der Landtruppenteile, dabei aber hinter den Seekadetten (umgangssprachlich „Säbel-Kadetten“) bzw. seit 1899 hinter den Fähnrichen zur See (Säbel-Fähnriche). Mit Bestimmung vom 10. Juli 1893 wurden die Reserve-Offizieraspiranten des Seeoffizierkorps und der Matrosen- bzw. Marineartillerie nicht mehr allgemein zu Vize-Seekadetten bzw. Vize-Deckoffizieren ernannt, sondern laufbahnspezifisch zu Vize-Steuerleuten bzw. Vize-Feuerwerkern; Reserve-Offizieraspiranten der Ingenieur-Laufbahn waren schon vorher speziell zu Vize-Maschinisten ernannt worden. 1915 kam die Seeflieger-Laufbahn hinzu (Vize-Flugmeister). Da die Seeflieger über kein eigenes Offizierskorps verfügten, erfolgte die Weiterbeförderung über den seemännischen Dienst (Leutnant zur See d. R.) oder über die Artillerie-Laufbahn (Leutnant d. R. der Marineartillerie).
Nur auf Kriegsdauer zu ernennen waren die Hilfsdeckoffiziere. Sie rangierten mit den Deckoffizieren, und rekrutierten sich aus besonders geeigneten Angehörigen der Kriegsflotte, aber auch aus dienstpflichtigen Angehörigen der Handelsmarine. Hilfsdeckoffiziere versahen ihren Dienst bspw. als Hilfssteuerleute, Hilfsmaschinisten oder Hilfsflugmeister, aber auch als Schiffsführer kleinerer Seefahrzeuge.

### Reichsmarine und Kriegsmarine
1920 übernahm die Reichsmarine (1935 umbenannt in Kriegsmarine) die Einrichtung der Deckoffiziere (wie die Offiziere mit einer Mindestdienstzeitverpflichtung von 25 Jahren), unterließ jedoch eine Ergänzung des Personalbestands. Sie bildeten weiterhin eine eigenständige Rangklasse, unterlagen aber im Militärstrafrecht den Bestimmungen betreffend die Unteroffiziere mit Portepee. Seit Mai 1920 konnte ihnen, auf eigenen Antrag hin, Offizierscharakter verliehen werden (Leutnant zur See, Feuerwerks- und Torpederleutnant usw.): Aktive Deckoffiziere kamen dafür nach 20 Jahren Mindestdienstzeit in Frage oder nach 12 Jahren, sofern sie im Krieg 18 Monate bei einer Kampfeinheit oder vier Jahre im Kriegsgebiet gedient hatten; alternativ nach Bestehen der Offiziersprüfung oder bei Vorlage des Befähigungszeugnisses zum Offizierslehrgang an der Ingenieur- und Deckoffizierschule. Inaktive Deckoffiziere können Offizierscharakter ohne Mindestdienstzeit bei Kriegsinvalidität erhalten oder nach 20 Jahren Mindestdienstzeit, sofern davon ein Jahr bei einer Kampfeinheit oder drei Jahre in einem Kriegsgebiet verbracht worden waren. Im Ersten Weltkrieg zum Deckoffizierleutnant oder Deckoffizieringenieur beförderte Deckoffiziere erhielten, aktive wie inaktive, ohne weitere Voraussetzungen den Offizierscharakter.
Bis 1935 dürfte das Gros der Deck- und Oberdeckoffiziere aus dem Dienst ausgeschieden gewesen sein. Mit Verfügung vom 13. Juli 1938 waren die verabschiedeten Deckoffiziere, sofern sie nicht inzwischen Offizierscharakter besaßen, mit dem Rang eines Oberfeldwebels bzw. Oberwachtmeisters zu führen. Die Einrangierung als Stabsfeldwebel (Dienstgrad eingeführt zum 1. Oktober 1938) bzw. als Stabsoberbootsmann (Umbenennung des Dienstgrads Stabsfeldwebel mit Verfügung vom 16. Februar 1939) darf als wahrscheinlich gelten. Zu Beginn des Zweiten Weltkriegs wurden die ehemaligen Deckoffiziere, sofern sie noch diensttauglich waren, als Leutnante der entsprechenden Offizierslaufbahn wieder einberufen.

### Bundesmarine und Volksmarine
Bundesmarine und Volksmarine der DDR übernahmen die Rangklasse der Deckoffiziere nicht. Bei der Bundesmarine konnte sich der „Bootsmann“ als generelle Dienstgradbenennung für die Portepee-Unteroffiziere sämtlicher Laufbahnen halten, bei der Volksmarine ersetzte der „Meister“ die bei der Reichsmarine und Kriegsmarine übliche Bezeichnung „Feldwebel“. In der heutigen Deutschen Marine werden die Vorschriften über die Laufbahnen der ehemaligen Bundesmarine weitergeführt.

## Bekleidungsvorschriften

### Kaiserliche Marine
In der Kaiserlichen Marine entsprach die Uniform der Deckoffiziere dem Muster der Offiziere, allerdings ohne deren Schulterstücke und Ärmelstreifen. Zudem unterschied sie von jenen der Mannschaftsüberzieher und die flachere Schirmmütze. Letztere mit Offizierskokarde, diese jedoch inmitten eines Eichenlaubkranzes, sondern mit darüber gesetzter Kaiserkrone mit fliegenden Bändern. Allein den Vize-Deckoffizieren als Reserveoffizier-Anwärtern waren der Offiziersüberzieher und die Offiziersmütze erlaubt. Die große Gala-Uniform mit zweispitzigem Hut („Zweimaster“) blieb den Offizieren vorbehalten, ebenso die Epauletten und die silberne Schärpe. An deren Stelle trugen die Deckoffiziere das Überschnallkoppel aus schwarzem Moiréband mit kreisförmiger Metallschließe, dazu den Offizierssäbel in schwarzlederner, goldfarben beschlagener Scheide.
Seit 1885 Achselklappen aus dem Grundtuch der Uniform, darauf das Laufbahnabzeichen (diese bis 1885 in den vorderen Kragenecken), laufbahnabhängig in Gold- oder Silbermetall, beim Oberdeckoffizier zusätzlich mit darüber gesetzter Kaiserkrone. Die Achselklappen des Vizedeckoffiziers waren in Goldtresse eingefasst, dazu kam das Laufbahnabzeichen ohne Kaiserkrone. Deckoffiziere als Offizierstellvertreter kennzeichneten seit März 1892 Goldtressen an den beiden Seiten der Achselklappen.
Die auf Kriegsdauer zu ernennenden Hilfsdeckoffiziere trugen die Uniform der Deckoffiziere, allerdings ohne Achselklappen. Das Laufbahnabzeichen führten sie stattdessen auf dem linken Oberärmel.
Die im Januar 1916 eingeführten Deckoffizierleutnants und Deckoffizieringenieure waren außer an der Seeoffizier- oder Marineingenieurmütze an den silbernen, schwarz-rot durchwirkten Achselstücken mit dem Deckoffizier-Laufbahnabzeichen identifizierbar; auf den Kragenseiten führten sie eine kleine vergoldete Kaiserkrone mit Kronenbändern. Verabschiedeten Deckoffizieren war bis 1919 eine silberne, schwarz-rot durchwirkte Schnur auf dem unteren Ende der Achselklappen vorgeschrieben. An ihre Stelle trat anschließend eine 1 cm breite Goldtresse quer unter den Achselklappen.
Die Ärmelaufschläge aller Deckoffiziere zierten drei horizontal angeordnete Knöpfe mit Ankerprägung.
Rangabzeichen Kaiserliche Marine

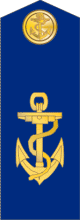
Bootsmann (Deckoffizier)
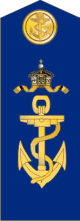
Oberbootsmann (Oberdeckoffizier)
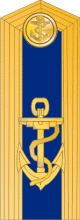
Bootsmann als Offizierstellvertreter (Oberbootsmann mit Kaiserkrone über Anker)

### Reichsmarine
In der Reichsmarine zeigten, außer den Achselklappen, nun auch ein bis zwei schmale Ärmelstreifen aus Gold- oder Silberlitze den Dienstgrad an, mit dem darüber aufgenähten Laufbahnabzeichen in Metallstickerei. Ab Mai 1923 ersetzten die bisherigen Achselklappen neue, 4 cm breite Schulterstücke aus blau-silbernem Plattschnurgeflecht. Das innere Geflecht bestand aus zwei dunkelblauen Kantschnüren mit einer silbernen Schnur zwischen diesen; die Umrandung bildete eine doppelt gelegte dunkelblaue Kantschnur, fallweise waren hier auch blau-silberne Kantschnüre in Gebrauch. Die Unterlage war aus marineblauem Tuch bzw. feldgrau bei der feldgrauen Uniform. In der Mitte der Schulterstücke trug der Deckoffizier das vergoldete Laufbahnabzeichen der Portepeeunteroffiziere aufgesteckt und darunter einen vergoldeten Rangstern. Der Oberdeckoffizier trug zusätzlich einen zweiten Rangstern am oberen Ende der Schulterstücke.
Zur blauen Borduniform gehörte seit 1919 der Dolch und der Umhang („Spanier“) der Seeoffiziere. Ebenso die blaue Schirmmütze (mit schwarzem Schirm und Lederkinnriemen), die, von den Portepeeunteroffizieren aufwärts, einheitlich von allen Dienstgraden, einschließlich der Admirale, getragen wurde.

### Kriegsmarine
In der Kriegsmarine übernahmen die Deckoffiziere vom 1. Juli 1936 an die zu diesem Datum eingeführte neue Offiziersmütze, deren Schirmrand jetzt mit Goldstickerei eingefasst war. Zur feldgrauen (Land-)Uniform war den Deckoffizieren bereits zum 1. Juli 1933 die Offizierskopfbedeckung gleichzeitig mit Einführung der silbernen Mützenkordel (statt des schwarzen Sturmriemens) zugebilligt worden. Zur feldgrauen Uniform legten die Deckoffiziere die gestickten Kragenpatten und das braune Lederzeug der Offiziere an.
Die große Uniform, Epauletten und Schärpe blieben weiterhin Privileg der Offiziere.